# Rafael Gimenes da Silva
Rafael Gimenes da Silva, med artistnamnet Rafinha, född 5 augusti 1993 i Rio de Janeiro i Brasilien, är en brasiliansk fotbollsspelare.

## Karriär
Rafinha växte upp i brasilianska Rio de Janeiro och började som junior spela fotboll i Fluminense FC. Här gjorde han 18 år gammal sin seniordebut i serie A år 2012. Efter ytterligare 39 seriematcher i de brasilianska serierna de kommande åren lånades han 2016 ut till Avaí Futebol Clube i brasilianska serie B. Här blev det ett antal serie- och cupmatcher innan Rafinha var tillbaka i moderklubben - endast för att åter lånas ut, nu till serie D-klubben Macaé EFC. Därefter blev brassen klubblös men anslöt sedan till Madureira EC, också de en klubb i brasilianska serie D.

### Till Sverige
I januari 2019 värvades Rafinha till allsvenska klubben Kalmar FF. I januari 2021 lämnade han klubben.

### Webbsidor
- Rafael Gimenes da Silva på Svenska Fotbollförbundets webbplats
- Profil på Soccerway
- Profil på Transfermarkt